# أنومي

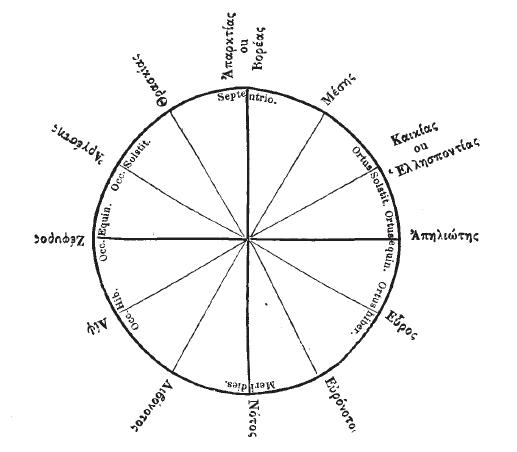
دوارة الرياح كما تُعرف في اليونان القديمة، أنشئت بواسطة العالم ادمانتيوس كورايس (Adamantios Korais) في حوالي 1796.

في الديانة الإغريقية القديمة والميثولوجيا، الأنومي (Greek: Ἄνεμοι, "رياح") كان مُسمي آلهة الرياح الذين كانوا يعزى إلي كل منها الاتجاه السماوي الذي تأتي منه الرياح (أنظر بوصلة الرياح الكلاسيكية)، وارتبط كل منهما بمواسم وأحوال جوية مختلفة.

## المثيولوجيا
هم آلهة صغيرة ويخضعون للإله إيولوس (Aeolus (son of Hippotes)). تم تمثيلهم في بعض الأحيان على أنها مجرد هبوب رياح، وفي أحيان أخرى تم تجسيدهم كرجال مجنحين، وفي أحيان أخرى تم تصويرهم كخيول محفوظة في إسطبلات إله العواصف إيولوس، الذي قدم لأوديسيوس الأنومي في ملحمة أوديسة. وأفادت التقارير أن الإسبرطيين كانوا يضحون بحصان إلي الرياح على جبل تايجتوس. كان أسترايوس (Astraeus)، الإله الفلكي (المرتبط أحيانًا بإيولوس)، وإيوس (Eos)/أورورا (Aurora (mythology))، إلهة الفجر، كانا والدا أنومي، وفقًا للشاعر اليوناني هسيود.
| قراءة الأساطير بصوت عال من قبل رواة القصص |
| --- |
| ببليوغرافيا اعادة الاعمار: هوميروس, Iliad ii.595–600 (c. 700 BCE); Various 5th century BCE vase paintings; Palaephatus, On Unbelievable Tales 46. Hyacinthus (330 BCE); Pseudo-أبولودورس الأثيني, المكتبة (أبولودورس الزائف) 1.3.3; أوفيد, Metamorphoses 10. 162–219 (1–8 CE); باوسانياس (جغرافي), Description of Greece 3.1.3, 3.19.4 (160–176 CE); Philostratus the Elder, Images i.24 Hyacinthus (170–245 CE); Philostratus the Younger, Images 14. Hyacinthus (170–245 CE); لوقيان السميساطي, Dialogues of the Gods 14 (170 CE); ميثوغرافيو الفاتيكان, 197. Thamyris et Musae |